# Gherăeşti
Gherăeşti é uma comuna romena localizada no distrito de Neamţ, na região de Moldávia. A comuna possui uma área de 30.70 km² e sua população era de 6576 habitantes segundo o censo de 2007.